# Saltinho (ort)
Saltinho är en ort i Brasilien.   Den ligger i kommunen Saltinho och delstaten São Paulo, i den sydöstra delen av landet, 800 km söder om huvudstaden Brasília. Saltinho ligger 602 meter över havet och antalet invånare är 7 059.
Terrängen runt Saltinho är platt. Runt Saltinho är det ganska tätbefolkat, med 111 invånare per kvadratkilometer.. Närmaste större samhälle är Piracicaba, 13,8 km norr om Saltinho.
Omgivningarna runt Saltinho är en mosaik av jordbruksmark och naturlig växtlighet.